# Аполоний Пергски
Вижте пояснителната страница за други личности с името Аполоний.
Аполоний Пергски е древногръцки математик, известен с изследванията си върху коничните сечения, оказали влияние на математиката чак до 16-17 век, както и на астрономията, механиката и оптиката.
Аполоний бил представител на александрийската школа в синтетичната геометрия. Според исторически свидетелства бил автор на много трудове по математика, но до нас са достигнали само седем тома от осемтомното съчинение „Конични сечения“ (първите 4 тома на гръцки и следващите 3 на арабски език).
Аполоний изследвал и описал свойствата на сеченията на прав кръгов конус с равнина. Показал, че параболата е граничен случай на елипса, открил уравнението на асимптотите на хиперболата, дал словесна формулировка на уравнението на параболата, изследвал фокусите на елипсата и хиперболата. Въвел термините абсциса, ордината, апликата, асимптота, елипса, парабола, хипербола. Доказал 387 теореми за криви от втори ред посредством метод, състоящ се в отношението на крива към кой да е неин диаметър и спрегнати с него хорди, предугаждайки по този начин разработения през 17 век метод на координатите. От постановките на Аполоний тръгнали Рене Декарт и Пиер дьо Ферма при създаването на аналитичната геометрия.
Името на Аполоний се свързва с т.нар. аполониеви задачи – задачи за построяване на окръжности, минаващи през дадени точки или допиращи се до дадени окръжности или прави. Първоначалната задача на Аполоний се състояла в намирането на всички окръжности, които се допират едновременно до три предварително зададени окръжности. Аполоний доказва, че броят им не надвишава 8.
На името на Аполоний има наречен кратер от обратната страна на Луната.